# Tekken 7
Tekken 7 (鉄拳7?) es un videojuego de lucha desarrollado y distribuido por Namco Bandai Games. El juego es la séptima entrega principal de la saga Tekken y el primero en utilizar el motor gráfico Unreal Engine. 
Fue estrenado inicialmente en Japón para máquinas arcade el 21 de marzo de 2015. Una versión extendida para arcades llamada Tekken 7: Fated Retribution, que añadía nuevos personajes, escenarios y objetos cosméticos, fue lanzada el 5 de julio de 2016 en el país asiático.
Finalmente el juego salió a la venta mundialmente en las plataformas PlayStation 4, Xbox One y Microsoft Windows el 2 de junio de 2017.

## Argumento
Tekken 7 supone la conclusión a la trama del linaje de los Mishima. Según el productor, Katsuhiro Harada, supondrá la resolución a todos los misterios que rodean a la saga Tekken desde sus inicios.
Tras la destrucción de Azazel (jefe final del pasado Tekken 6), no hay rastro de Jin Kazama, el líder de la Mishima Zaibatsu. En su ausencia, el caos se apodera de las Fuerzas Tekken, dirigidas  de facto por Nina Williams, guardaespaldas personal de Jin. Un giro dramático en los acontecimientos se produce cuando Heihachi Mishima, que se había apartado de la primera línea de acción desde el final de Tekken 4, se presenta para reclamar el control de la Mishima Zaibatsu y oponerse a su hijo Kazuya Mishima, líder de la Corporación G.
Mientras todo eso sucede, el cuerpo inerte de Jin es localizado por tropas de la ONU al mando de Raven. Sin embargo, en el helicóptero que trasladaba su cuerpo, Jin despierta su Gen Diabólico, escapando y vagando sin rumbo por Oriente Medio. Perseguido por las Fuerzas Tekken y por los soldados de la Corporación G, Jin es rescatado por Lars Alexandersson, el cual ha unido fuerzas con Lee Chaolan en contra de la Mishima Zaibatsu y de la Corporación G. Tras llegar a Violet Systems, la corporación de Lee, Jin es puesto en coma inducido hasta que se recupere totalmente. Tanto Heihachi como Kazuya andan detrás del cuerpo de Jin, por lo que asaltan los laboratorios de Violet Systems. Lars, Lee y una restaurada Alisa Bosconovitch luchan contra sus fuerzas para poner a Jin a salvo, pero es inútil; las Fuerzas Tekken dirigidas personalmente por Nina Williams se hacen con el cuerpo de Jin, o eso parecía, descubriéndose que Lee consigue escapar en helicóptero con Jin.
Tras estos sucesos, Heihachi es atacado por un misterioso sujeto que responde al nombre de Akuma. Éste revela que ha sido enviado por Kazumi, la esposa de Heihachi, para acabar con él y con Kazuya. Ambos se enfrentan en una batalla igualada, aunque el último en quedar en pie resulta ser Akuma. Heihachi logra recuperarse, pero se hace pasar por muerto para tenderle una trampa a Kazuya. Akuma se presenta entonces ante Kazuya, momento que aprovecha Heihachi para revelar al mundo el Gen Diabólico que posee. Con la opinión pública en su contra, Kazuya decide destruir el satélite de la Mishima Zaibatsu, desatando una ola de destrucción.
En un acto sorprendente, Heihachi decide revelar toda la verdad a un periodista bajo la promesa de que lo sacará todo a la luz. Al parecer, Kazumi estaba poseída por un espíritu maligno, y reveló ante Heihachi que su objetivo era acabar con él y con Kazuya para evitar que destruyeran el mundo. Heihachi se ve obligado a eliminarla, y tiempo después arroja a Kazuya por un acantilado, sospechando que él también tenía el Gen Diabólico y en caso de que sobreviviera estaría en lo cierto.
Para zanjar sus disputas de una vez por todas, padre e hijo, Heihachi y Kazuya se encuentran en el volcán al que Heihachi le había arrojado 20 años atrás. Kazuya, lleno de rabia al descubrir que Heihachi asesinó a su madre, se lanza contra él. Ambos se enfrentan, hasta que Kazuya se transforma en una versión demoníaca aún más poderosa. El poder de Kazuya resulta abrumador, pero Heihachi no se amedrenta y consigue derribarlo haciendo que se debilite lo suficiente para perder su versión demoniaca y vuelva a su apariencia humana. Ambos muy debilitados empiezan a darse golpes el uno al otro hasta que finalmente acumulando todo el rencor que siente hacia su padre, Kazuya lanza un golpe a Heihachi que consigue matarlo. Cargando con el cuerpo inerte de su padre, lo arroja al cráter del volcán, pronunciando las palabras que su padre le dijo cuando era niño: «Una pelea consiste en ser el último que acaba en pie. Nada más».
La victoria de Kazuya parece que por fin le conduciría a su objetivo de dominación mundial. Sin embargo, un recuperado Jin Kazama proclama ante Lars y Lee que acabará con su padre Kazuya de una vez por todas.

## Jugabilidad
Tras la entrega de Tekken Tag Tournament 2, Tekken 7 regresa a la fórmula original de la saga de combates uno contra uno.
Una novedad incluida en esta entrega son los Rage Attacks, ataques característicos de cada personaje que asestan un 30% de la barra de energía del adversario si logran conectar. También se ha mantenido el Rage Mode, que fue incluido por primera vez en Tekken 6. Los movimientos también ha sufrido leves modificaciones, similares a las que se pudo ver en el juego Tekken Revolution.
El productor Katsuhiro Harada ha declarado que el juego satisfará tanto a los más veteranos como a los neófitos que llegan a la saga, a diferencia de Tekken Tag Tournament 2 que fue diseñado para aquellos más aficionados a la saga.

## Características del juego
Tekken 7 utiliza el motor gráfico Unreal Engine 4.
Se mostró por primera vez en las ciudades de Tokio y Osaka en octubre.
Dado su motor gráfico Unreal Engine 4, el juego se podrá ver en las consolas Xbox One, PlayStation 4 y PC. Namco ha confirmado en el E3 2016 que el juego se lanzara en 2017, para Xbox One, PlayStation 4 y PC .
En un concurso de Tekken Tag Tournament 2 se confirmó que se mostraría en una partida libre para personas en la región de Japón, los cuales podrán conocer cómo será el juego. Hasta ahora los personajes confirmados para esta partida son  Heihachi, Kazuya, Katarina y Claudio.

## Personajes

### Nuevos personajes

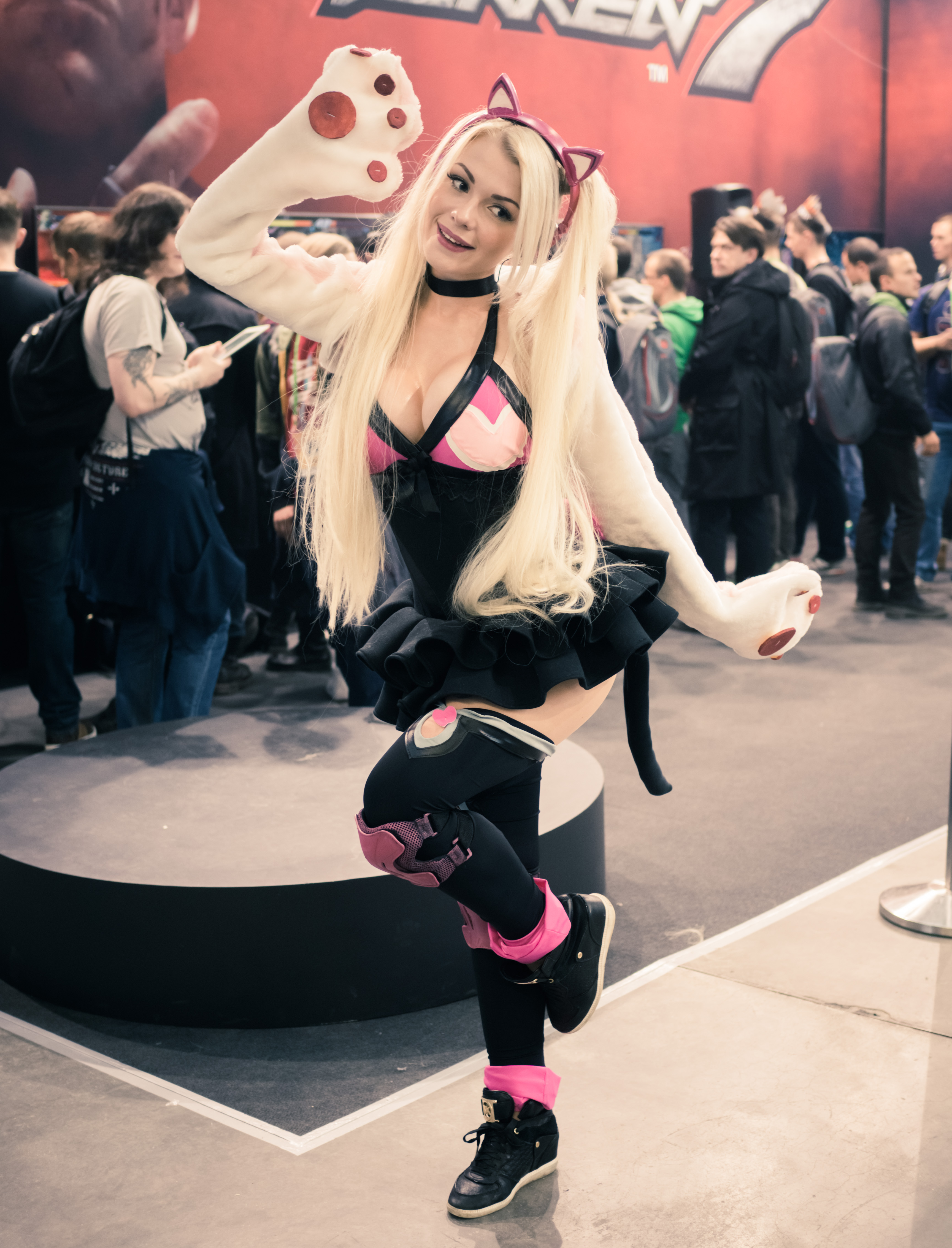
Modelo promocional de Lucky Chloe, uno de los nuevos personajes del juego, en IgroMir en 2016

- Akuma: Es el maestro oscuro del Satsui no Hado de Street Fighter de Capcom, fue agregado en Fated Retribution. Dentro de la historia, Kazumi le pide a este que le pague una deuda matando a Heihachi y Kazuya. El jugador puede luchar contra él en lugar de Kazumi como jefe final si se cumplen ciertas condiciones.
- Claudio Serafino: Un hombre vestido de blanco proveniente de Italia que es miembro de una organización Anti-Devil que lucha contra la amenaza del Devil Gene, potenciado con la magia de Sirius.
- Devil Kazumi: Kazumi también tiene una forma de demonio, que sigue siendo injugable fuera de la etapa final en la que lucha.
- Fahkumram[a]: Es un hombre alto, tatuado, fuerte y musculoso de Tailandia. Es un legendario campeón de Muay Thai que lucha para liberar a su esposa e hija cautivas como rehenes por funcionarios corruptos.
- Geese Howard[a]: Es el jefe criminal de South Town de la serie de juegos de lucha de SNK Fatal Fury, The King of Fighters y Art of Fighting. Su estilo de lucha es el Aiki Ju-jitsu, mezclado con Hakkyokuseiken. Geese fue el segundo personaje más solicitado en una encuesta de fans para un segundo personaje invitado en la cuenta de Twitter de Harada, detrás de Kazuma Kiryu de la serie Yakuza de Sega.
- Gigas: Es un humanoide corpulento de piel roja que parece tener cibernética adherida a su cuerpo, que de otro modo estaría desnudo. Utiliza impulsos destructivos para golpear a sus oponentes. Fue descubierto en datos de arcade filtrados antes de su revelación por Bandai Namco.
- Jack-7: Es un nuevo modelo de la serie Jack, tiene un diseño ligeramente modificado con cabello rojo y un cuerpo con líneas verdes brillantes. Al igual que en la serie anterior de Jack, utiliza la fuerza bruta para golpear a sus oponentes.
- Josie Rizal: Es una joven filipina que viste un top amarillo, una minifalda azul y un lazo rojo. Practica eskrima y kickboxing. Al igual que Gigas, fue descubierta por primera vez en datos de arcade filtrados antes de ser revelada oficialmente durante una transmisión de Tekken 7 en Niconico el 29 de marzo de 2015.
- Katarina Alves: Es una mujer atrevida de Brasil que practica el arte del savate. Fue diseñada para ser un personaje amigable para principiantes.
- Kazumi Mishima: Es la esposa de Heihachi y la madre de Kazuya, que posee el gen del diablo. El estilo de lucha de Kazumi es el kárate estilo Hachijo, que es similar al kárate de lucha estilo Mishima que usan su esposo y su hijo, pero con habilidades adicionales como convocar a un tigre y levitar. Originalmente estaba predestinada como la jefa final no jugable del juego antes de convertirse en el séptimo personaje agregado después del lanzamiento.
- Kunimitsu II[a]: Es una kunoichi ladrona que empuña un kunai y es hija de Kunimitsu I de Tekken 1 y Tekken 2 que heredó el manto y la vendetta de su madre contra Yoshimitsu.
- Leroy Smith[a]: Es un maestro de Wing Chun de la ciudad de Nueva York. Después de perder a su familia a causa de la violencia de las pandillas durante el gobierno de Heihachi en Mishima Zaibatsu, pasó 50 años entrenando en secreto antes de regresar para vengarse de Heihachi.
- Lidia Sobieska[a]: Es una joven primera ministra de Polonia que también es karateka. Ella lucha para que su país de origen y su pueblo no sean gobernados por la organización Zaibatsu de Heihachi.
- Lucky Chloe: Es una ídolo que viste un disfraz de gatito y tiene un estilo de lucha de «baile libre».
- Master Raven: Es una kunoichi con un estilo de lucha muy similar al de Raven. Ella está a cargo de la organización para la que trabaja el Raven original.
- Negan[a]: Es el antagonista/antihéroe del cómic y serie de televisión The Walking Dead. Empuña un bate de béisbol envuelto en alambre de púas, al que cariñosamente llama Lucille, y lo utiliza para aterrorizar y mutilar a sus enemigos.[3]
- Noctis Lucis Caelum[a]: Es el príncipe del reino de Lucis y protagonista principal de Final Fantasy XV.
- Shaheen: Es un hombre de Arabia Saudita que usa keffiyah y que utiliza un estilo de lucha de «autodefensa militar». Fue diseñado para ser un personaje amigable para principiantes.[4]

### Personajes que regresan
- Alisa Bosconovitch
- Anna Williams[a]
- Armor King II[a]
- Asuka Kazama
- Bob Richards
- Bryan Fury
- Craig Marduk[a]
- Devil[b]
- Devil Jin
- Eddy Gordo
- Eliza[a]
- Feng Wei
- Ganryu [a]
- Heihachi Mishima
- Hwoarang
- Jin Kazama
- Julia Chang[a]
- Kazuya Mishima
- King II
- Kuma II
- Lars Alexandersson
- Lee Chaolan
- Lei Wulong[a]
- Leo Kliesen
- Ling Xiaoyu
- Lili De Rochefort
- Marshall Law
- Miguel Caballero Rojo
- Nina Williams
- Panda
- Paul Phoenix
- Sergei Dragunov
- Steve Fox
- Violet[c]
- Yoshimitsu
- Zafina[a]

Notas:
1. 1 2 3 4 5 6 7 8 9 10 11 12 13 14 15  Personaje descargable.
2. ↑  Transformación en combate de Kazuya Mishima, ya no se elige a parte.
3. ↑  Traje alternativo de Lee Chaolan.

## Recepción
El pasado 10 de octubre de 2017, Katsuhiro Harada, director del juego, confirmó en unas recientes declaraciones, que el juego ha superado los 2 millones de unidades vendidas. A mediados de octubre de 2018 se confirmó que la séptima entrega había vendido hasta la fecha más de 3 millones de copias. A mediados de julio de 2019 se informó de que la entrega había conseguido alcanzar las 4 millones de unidades vendidas. A mediados de febrero de 2020 se anunció que el juego vendió un total de 5 millones de copias. Para finales de septiembre, fue revelado que el juego alcanzó la asombrosa cifra de 6 millones. El 24 de marzo, Harada anunció que el videojuego consiguió alcanzar los 7 millones. En noviembre se lanzaron nuevas ediciones digitales para celebrar los 8 millones de unidades vendidas. En junio de 2022, Tekken 7 consiguió vender 9 millones de copias, convirtiéndolo así en el juego más vendido de la saga. Namco anunció a mediados de diciembre que la entrega llegó a los 10 millones de unidades vendidas.Tras la llegada de Tekken 8 en febrero de 2024, se comunicó que el juego alcanzó las 11,8 millones de unidades vendidas.